# Namtumbo (Distrikt)
Namtumbo ist ein Distrikt der Region Ruvuma in Tansania. Im Norden wird er durch die Region Morogoro begrenzt, im Osten durch den Distrikt Tunduru, im Süden durch Mosambik und im Westen durch die Distrikte Songea, Songea (MC) und Madaba.

## Geographie

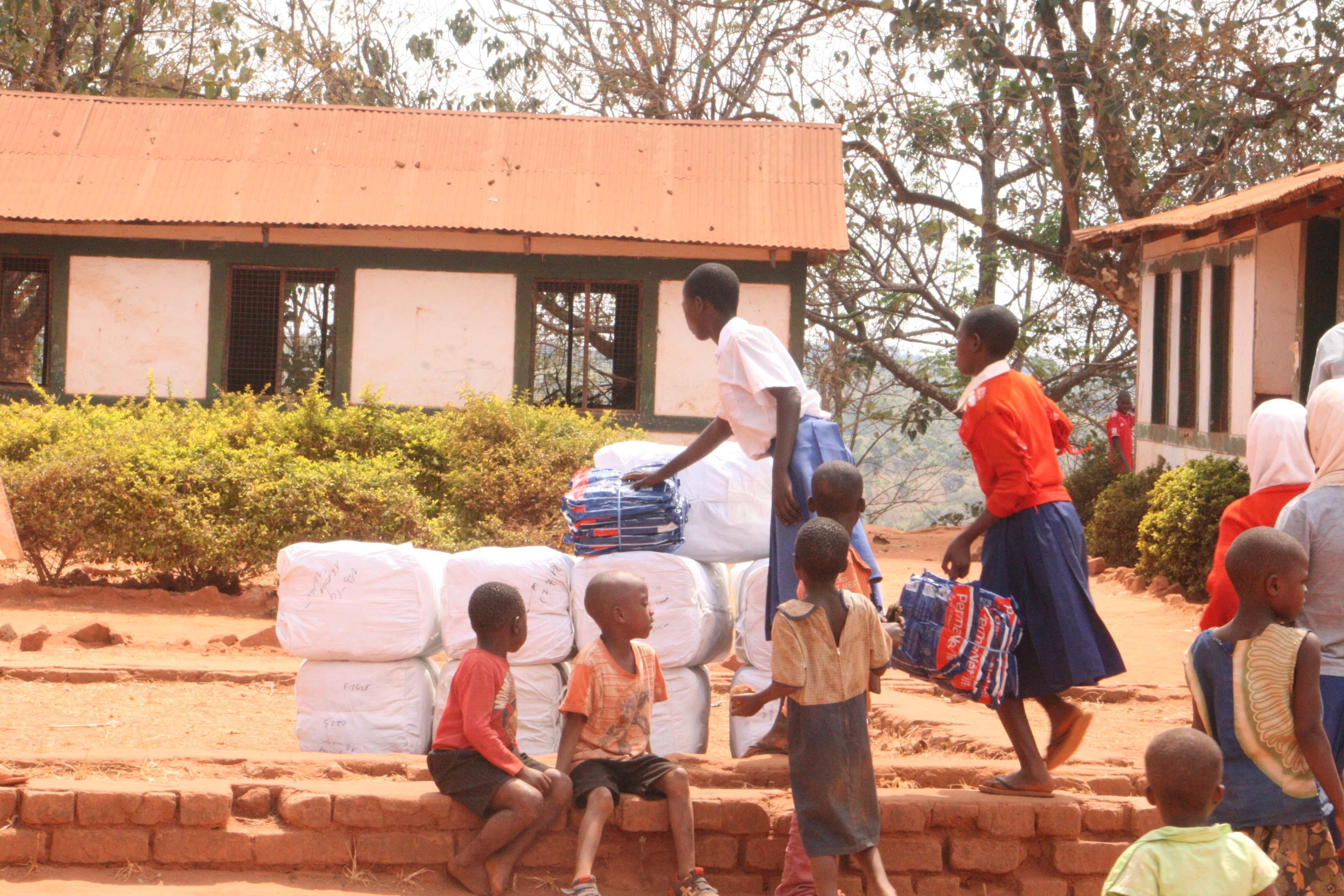
Lieferung von Moskito-Netzen an eine Schule.

Der Distrikt hat eine Fläche von 20.375 Quadratkilometern und 271.368 Einwohner (Volkszählung 2022). Im Süden liegt das Land auf einer Ebene etwa 200 bis 300 Meter über dem Meer, nach Norden steigt es hügelig auf 300 bis 500 Meter Seehöhe an. Der Distrikt ist charakterisiert durch Miombo-Wälder und weite Graslandschaften mit Sträuchern. Die Entwässerung erfolgt nach Süden in den Fluss Rovuma. Er bildet die Südgrenze und mündet weiter im Osten in den Indischen Ozean.
Das Klima in Namtumbo ist tropisch. Die Jahresniederschläge liegen zwischen 800 und 1200 Millimetern, wobei es in den Höhenlagen mehr regnet als in den Niederungen. Die meisten Niederschläge fallen in den Monaten Dezember bis April, von Juni bis Oktober ist es sehr trocken. Die Durchschnittstemperaturen reichen von 20 bis 25 Grad Celsius, wobei der Juli der kühlste und der November der wärmste Monat sind.

## Geschichte
Namtumbo wurde im Jahr 2002 zum Distrikt erhoben.
Einwohnerentwicklung:
| Volkszählung | Einwohner |
| ------------ | --------- |
| 1988         | 137.038   |
| 2002         | 175.051   |
| 2012         | 201.639   |
| 2022         | 271.368   |

## Verwaltungsbezirke
Der Distrikt ist in die drei Divisionen Undendeule, Mkongo und Sasawala und in 21 Verwaltungsbezirke (Wards) gegliedert:
- Hanga
- Kitanda
- Ligera
- Likuyuseka
- Limamu
- Lisimonji
- Litola
- Luchili
- Luegu
- Lusewa
- Magazini
- Mchomoro
- Mgombasi
- Mkongo
- Mkongo Gulioni
- Mputa
- Msindo
- Msisima
- Namabengo
- Namtumbo
- Rwinga

## Einrichtungen und Dienstleistungen
- Bildung: Für die Bildung der Jugend stehen 108 Grundschulen und 30 weiterführende Schulen zur Verfügung. Von den Grundschulen werden 106 vom Staat und zwei privat betrieben. In 24 öffentlichen weiterführenden Schulen werden 7000 Schüler unterrichtet, die sechs privaten weiterführende Schulen besuchen 1325 Schüler.[10]
- Gesundheit: Im Distrikt befinden sich ein Krankenhaus, fünf Gesundheitszentren und 37 Apotheken.[11] Auf einen Arzt kommen 28.800 Menschen (Stand 2013).[12]

## Wirtschaft und Infrastruktur
| - Landwirtschaft: Die Landwirtschaft ist der wichtigste Wirtschaftszweig, sie beschäftigt 95 Prozent der Bevölkerung. Für den Eigenbedarf werden Mais, Reis, Maniok, Süßkartoffeln, Sorghum und Bohnen angebaut. Für den Verkauf vorgesehen sind Tabak, Cashewnüsse, Sesam, Sonnenblumen und Sojabohnen, sowie Obst und Gemüse Hier vor allem Bananen, Orangen, Mangos, Papaya, Guave, Avocados, Ananas, Chinakohl, Tomaten und Zwiebeln. Von den insgesamt 40.000 Haushalten besitzt die Hälfte Nutztiere, wobei überwiegend Hühner, Ziegen und Rinder gehalten werden (Stand 2012). - Bergbau: Im Distrikt gibt es Uran-Vorkommen, die jedoch nicht abgebaut werden. - Straßen: Die wichtigste Straßenverbindung ist die asphaltierte Nationalstraße T6, die den Distrikt durchquert und mit Mtwara und Tunduru im Osten, sowie Songea und dem Malawisee im Westen verbindet. Insgesamt gibt es ein Straßennetz von 1300 Kilometern, wovon der Distrikt für 880 Kilometer verantwortlich ist. Davon sind 140 Kilometer geschottert, der Rest sind Erdstraßen. | Hier fehlt eine Grafik, die leider im Moment aus technischen Gründen nicht angezeigt werden kann. Wir arbeiten daran! |

## Politik
In Namtumbo wird alle fünf Jahre ein Bezirksrat gewählt. Derzeit besteht dieser Rat aus 28 Mitgliedern (Stand 2020).

## Sehenswürdigkeiten
- Nyerere-Nationalpark: Im Jahr 2019 wurde aus Teilen des Selous-Wildreservates dieser 30.000 Quadratkilometer großer Nationalpark geschaffen. Es ist eines der größten naturbelassenen Gebiete Afrikas und Heimat des seltenen Wildhundes.[20]